# عمر القاضي
الإمام الفقيه والشَّيخ الخطيب عمر بن عبد الوهاب بن عبد الرحيم بن عبد الله بن محمَّد شمس الدين القاضيُّ العبَّاسيُّ الهاشميُّ (1347 - 1425هـ / 1929 - 2004م) المعروف اختصارًا الشيخ عمر القاضي. هو عالم مسلم وفقيه شافعي وقاضٍ شرعي بحريني، تبوأ مناصب قضائية بارزة في البحرين. تدرج في القضاء حتى شغل منصب قاضي محكمة الاستئناف العليا الشرعيَّة السنيَّة منذ عام 1977 وحتى وفاته عام 2004، ويعد أول بحريني حصل على درجة الدكتوراه من جامعة الأزهر.

## نشأته

### نسبه
هو الشيخ عمر بن الشيخ عبد الوهاب بن الشيخ عبد الرحيم بن عبد الله بن محمد شمس الدين القاسم الخُنجي العبَّاسي. يعود نسب الشيخ عمر القاضي إلى الشيخ عبد السلام خنجي، المعروف بقطب الأولياء، وهو أحد العلماء الصوفيين المشهورين في بر فارس الذين استوطنوا خنج. وهو الشيخ عبد السلام بن الشيخ عبَّاس بن الشيخ إسماعيل (المهاجر من بغداد سنة 1258م) بن حمزة بن أحمد بن محمد بن هارون بن مهدي بن مرشد بن محمود بن أحمد بن عليِّ بن مبارك بن عبد السلام بن سعید بن عبد الغني بن طلحة بن أحمد بن إسماعیل بن سلیمان ابن الأمير جعفر الأكبر (والي الموصل) ابن أمير المؤمنين أبي جعفر المنصور (المؤسس الحقيقي للخلافة العبَّاسية) بن الإمام محمد (مؤسس الدعوة العبَّاسية) بن الإمام عليِّ السجاد بن حبر الأمة وترجمان القرآن الصحابي عبد الله بن العبَّاس (عم النبي مُحمَّد) بن عبد المطلب الهاشميُّ القُرشيُّ العدنانيِّ.

### طفولته
ولد الشيخ عمر في سنة 1929م في منطقة دشتي جنوب القابندية (بارسيان حاليًا)، لأسرة من الأسر العربية الهاشمية التي استوطنت الساحل الفارسي على ضفاف الخليج العربي اشتهرت بالعلم والعلماء والقضاة، فقد كان والده الشيخ عبدالوهاب القاضي من مشائخ المنطقة المعروفين في القابندية ودشتي كما ذُكر في كتاب تاريخ لنجة مع عدد من الشخصيات وكذلك كان جده عبدالرحيم ووالده عبد اللّه.
وكان لدى الشيخ عبدالوهاب أملاك وأراضٍ زراعية ونخل وكان يفتح مجلسه للناس فكان كثير الصدقة عظيم الجاه بين الناس، جاء إلى البحرين بعد أن استتبت أحوال ابنه الشيخ عمر ليستقر فيها حتى وفاته في سنة 1392هـ الموافق سنة 1973/1972م ودُفن في مقبرة المنامة. وتقديرًا ووفاءً لوالده تبرَّع بجميع الأراضي والأملاك التي كان يملكها والده في القابِنديَّة، ودشتي إلى الناس، كما حفر بئر ماء في إحدى الأراضي صدقةً وبرَّاً به.
والدته هي فاطمة جاسم، توفيت في وقتٍ مُبكر من حياته وذلك في 18 سبتمبر 1960م خلال دراسته في جامعة الأزهر. روي أن والده قد أنجب عدد من الأبناء الذكور ولكنهم كانوا جميعهم يتوفوا من الصغر حتى ولد الشيخ عمر فسمّاه "عُمر" لأنه عمّر، فهو الإبن الذكر الوحيد للشيخ عبدالوهاب، وله أخت من أم أخرى هي السيدة عائشة.

### تعليمه الدراسي
تلقى الشيخ عُمر تعليمه الإبتدائي في منطقة نخل خلفان في قرية صغيرة يقدر عددها بالمئات، وكانت بها مدرسة علمية على النمط القديم، وذكر في سيرته الذاتية أنه تعلم على يد الشيخ أحمد نور الشيخ عبدالله وابن أخيه الشيخ عبدالله بن خنجي، واستمر في التعلم هناك 9 سنوات وما يعادل المرحلة الإبتدائية والثانوية حتى قام والده بإخراجه من إيران بسبب مضايقات الحكومة البهلوية آنذاك لأهل السنة والأقلية العربية في الساحل وتجنيد الشباب في عهد رضا شاه بهلوي ورفع الضرائب، وقد هاجر الكثير من عرب الساحل وعجميّهم بسبب ذلك، فضلًا عن الغزو البريطاني-السوفييتي على إيران عام 1941 وفي ظروف الحرب العالمية الثانية، إذ شهدت الأمور صعوبات وتضييقات كثيرة في المعيشة والحياة.
رحل الشيخ عمر إلى مدينة البصرة العراقية حيث تلقى فيها العلم على عدد من المشايخ منهم الشيخ عبدالوهاب حسون الفضلي، والشيخ عبدالمحسن أبا بطين، وذكر أن والده تكفل بنفقات إقامته في البصرة دعماً لتعليمه.

### تعليمه الجامعي
توجه الشيخ عمر إلى مصر وانتسب لكلية الشريعة والقانون في جامعة الأزهر في 1952 وتخرج في 1956 وحصل على الشهادة العالمية (الليسانس)، ولديه شهادتي ماجستير، الأولى باللغة العربية والثانية في القضاء الشرعي.
في خلال دراسته في الأزهر، التقى بأول دفعة بحرينية أرسلتها الأوقاف السنية للدراسة هناك، ومنهم الشيخ أحمد المطوع، والشيخ عبدالعزيز المطوع، والشيخ عبدالله الفضالة، والشيخ يوسف بن أحمد الصديقي الذي أصبح من أصدقائه المقربين فيما بعد، ويبدو أن معرفته هناك معهم ومزاملته لهم، هي التي دعته للاستقرار بالبحرين، إضافة إلى أن هناك بعضاً من أهله كان موجوداً بالبحرين من الأساس فكان ذلك بمثابة رسالة الاستقرار خاصةً كونه عربيّ حيث كان العرب يواجهون الاضطهاد من حكومة الشاه وقد تزامن في فترة ما قبل استقلال البحرين من الحماية البريطانية ليكون من المؤسسين للبلاد التي تحتاج للمواهب والكفاءات بتسهيل وتشجيع من أمير البحرين الشيخ عيسى بن سلمان آل خليفة.

### شهادة الدكتوراه
التحق بكلية أصول الدين بجامعة الأزهر لدراسة الدكتوراه وبدعم والده الشيخ عبدالوهاب، ولكن بسبب حرب أكتوبر عام 1973 تم تأجيل مناقشة الأطروحة إلى موعد لاحق، إلا أن وفاة المشرف على رسالة الدكتوراه حالت دون الحصول عليها، ثم تم تحديد مشرف آخر على الرسالة، وفي عام 1974 حصل على شهادة الدكتوراه من جامعة الأزهر تخصص الحديث، وكان موضوع الأطروحة (موقف الإسلام من المعاهدات الدولية -دراسة مقارنة)، ويعتبر من أوائل البحرينيين الحاصلين على الدكتوراه من جامعة الأزهر، إن لم يكن أول بحريني، إذ لا يعرف شخصاً أخذ الدكتوراه من جامعة الأزهر قبله من البحرينيين.

## حياته العملية
تولى القضاء ابتداءً من المحكمة الشرعية الثانية في 31 أكتوبر 1964 بسبب تخصصه وبسبب ندرة العلماء في ذلك الوقت في البحرين، فكان من الطبيعي أن يُعرض عليه القضاء، وهي السنة التي استقر فيها في البحرين وتحديداً في منطقة الحد ثم القُضَيْبِيَّة، ثم تدرج في القضاء، إذ عُيِّن وكيلاً للدائرة الشرعية السنية في 29 يونيو 1972. أصبح قاضياً بمحكمة الاستئناف العليا الشرعية في 11 أبريل 1977، واستمر بهذا المنصب حتى توفي سنة 2004. عمل خطيبًا في عدد من جوامع البحرين، ومنها جامع الشيخ حمد وجامع جمعيَّة الإصلاح في المُحرَّق.

## مؤلفاته

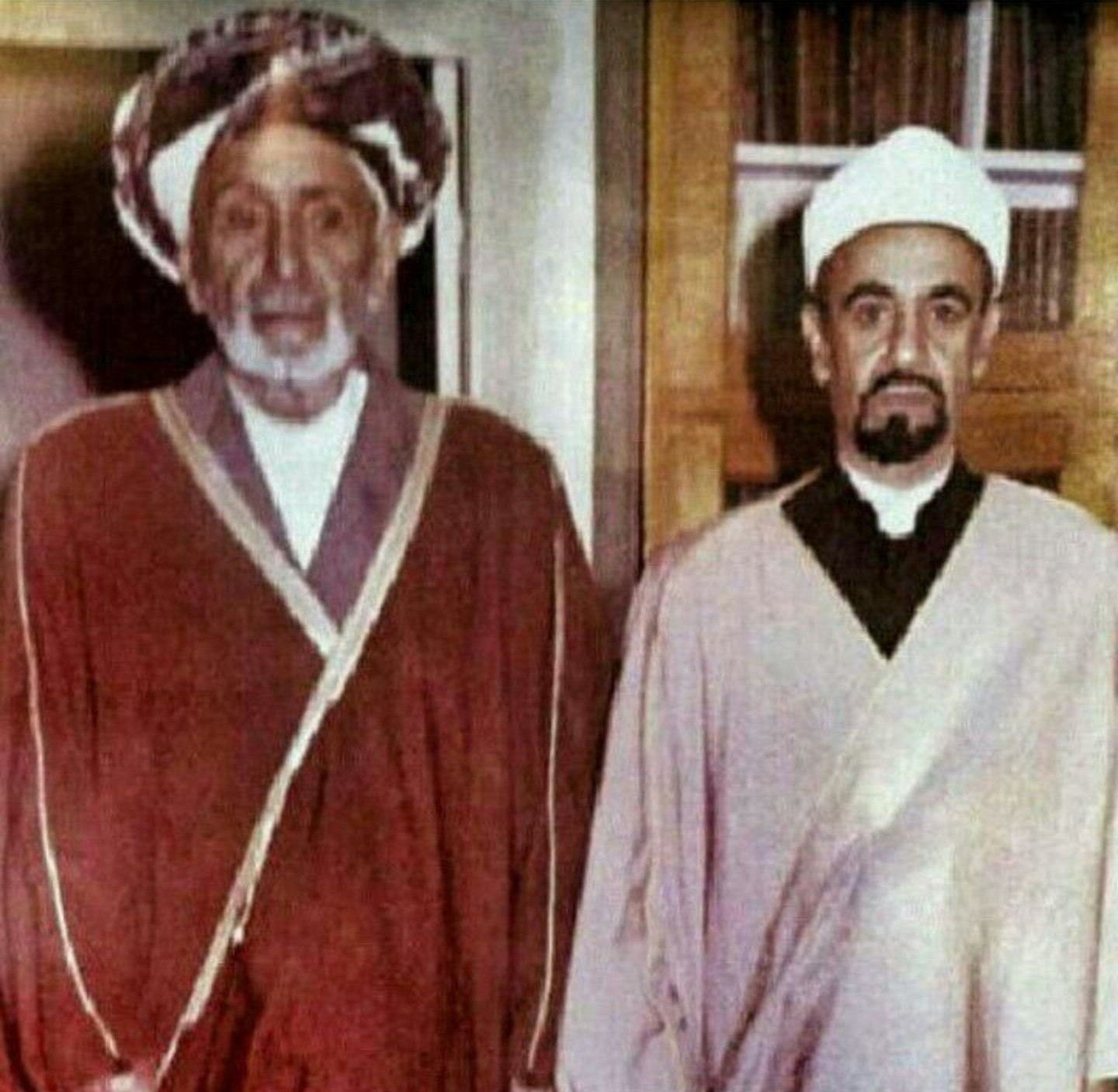
من اليمين إلى اليسار: الشيخ عمر ووالده الشيخ عبدالوهاب القاضي في البحرين.

للشيخ عمر عدد من المؤلفات والكتب، بعضها غير مطبوع، ومما عُرف هو رسالة الإسراء والمعراج، وموقف الإسلام من المعاهدات في العلاقات الدولية (وهي رسالة الدكتوراه)، وتفسير القرآن الكريم باللغة الفارسية (لم يكتمل ولم يطبع بعد)، وهو تفسير نادر، إضافة إلى عدد من المخطوطات غير المطبوعة باللغتين العربية والفارسية.
امتلك الشيخ عمر مكتبة ضخمة وثرية بالمعرفة نتيجة حبّه واطّلاعه للكتب والمعرفة، حيث تحتوي مكتبته على المئات من أمهات الكتب المتخصصة في الفقه والحديث والتفسير وعلوم اللغة و التاريخ والأدب، كذلك لديه الكثير من الكتب في الفقه الجعفري، كان يشتريها من البحرين ومن السعودية ومصر وسوريا وغيرهم، حيث كان شغوفاً بشراء الكتب فكان لا يسافر إلى أي بلد دون شراء عدة كتب للمطالعة والقراءة، وكان يقرأ يومياً في مجلسه العامر حيث كان مجلسه مفتوحاً للجميع وخاصة أصدقائه وضيوفه، وكان يخصص يومياً من ساعة إلى ساعتين للقراءة والمطالعة وكان شغوفاً بحب العلم والتعلم لغاية آخر عمره. كما لديه عدد من المخطوطات القديمة والنادرة والموروثة فبعضها يصل إلى 400 سنة باللغة العربية والفارسية، وبعضها من كتابته، وعمر بعضها يقدر بـ300 سنة. وقد تم جعل مكتبته للوقف من قبل أبنائه الورثة محمّد وعبدالوهاب ضمن مكتبة الشيخ عيسى في منطقة الفاتح كصدقة جارية ولنفع الناس إلا أنها لم تُنشر بعد لاعتبارات.

## أسرته
عاش الشيخ عُمر وعائلته في البحرين في منطقة الحد ثم إلى منزل مستأجر في القضيبية، ثم امتلك فيلا في الجفير، حتى استقر في القضيبية من جديد بعد أن منحه الأمير عيسى بن سلمان آل خليفة أرضاً ليبني بها منزله ويستقر بها، وقد كبرت عائلته وتحسنت أحواله المادية نتيجة عمله كـ قاضي شرعي على مدار 40 عاماً وتجارة شراء وبيع الأراضي على مدار سنوات طويلة.
تزوج الشيخ عُمر من ثلاث سيدات لثلاث جنسيّات مختلفة:
- السيدة الفارسيّة: ابنتان.
- السيدة المصريّة: 3 بنات.
- السيدة السوريّة: ابنتان وولدان.

أنجب الشيخ عمر تسعة من الأبناء والبنات، منهم 7 بنات، وولدان هما محمد (مواليد 1991) وعبد الوهاب (مواليد 1997).

### صفاته
عرف الشيخ عمر بانتهاجه المنهج الوسطي المُعتدل، وكان الناس يقصدونه للتقاضي وحل المشاكل وعقد قرآنهم، كان فصيحاً ويتحدث العربيّة الفصحى في عدة مواطئ، كما كان لا يخشى في الله لومة لائم وكان لديه مرونة لتيسير أمور الناس.

### هواياته
كان الشيخ عمر يهوي القراءة ومطالعة الكتب الشرعية والتاريخ والأدب والشعر ومشاهدة المصارعة الحرة والأخبار، ويحب السفر خصوصاً في فترة الإجازات، وكثير التردد على مصر وسوريا، وزار عدة بلدان مثل لبنان وتركيا والأردن والهند. أدى فريضة الحجّ مرة واحدة، واعتمر نحو أربع مرات.

### طرائفه
- كان الشيخ عُمر يخطُب في جامعة الشيخ حمد بالمُحَرَّق، وبعد انتهاء خطبته ذهب مع أحد المصلين بناءً على طلبه قرابة أكثر من ساعة، ومن ثم عاد وأخبر من حوله بأن أحد المصلين كان لديه مشكلة مع زوجته، فذهب معه في محاولة لإصلاح ذات البين وقد تمّ الصلح.[وب 1]

- كان معروف أنه يعقد زواج الكثير من أهل البحرين و من دول الخليج لدرجة أنه عقد 15 قرآناً في يوماً واحد![وب 1]

- كان يتسوق في محل غذائي مع بعض أولاده، فرد على اتصال هاتفي من قبل سيدة تسأله عن حكم شرعي محرج، فكان يستفسر منها بصوتٍ عالٍ بسبب عدم معرفته الدقيقة بالهاتف النقال وذلك في بدايات انتشاره وكان الناس ينظرون إليه وأولاده يضحكون على طرافة الموقف.

## ميراثه

### قالوا عنه
- كاملة بنت الشيخ عبد الله القاسمي، مؤلفة كتاب تاريخ لنجة (1993): «والشيخ عمر هذا حسن السيرة قريب من الناس، حلو المعاشرة، مد الله في عمره».[5]

## وفاته
ذهب الشيخ عمر في رحلة إجازة مع زوجته وأولاده إلى دمشق، وكان تعبًا بسبب احتشاء عضلة القلب، ليتوفى في 28 يناير 2004 م، المُوافق 6 ذُو الحجَّة 1424 هـ بعد 15 يوم من مجيئه، عن عمر ناهز 75 عامًا وبعد أن عمل في الخُطبة والقضاء 40 عامًا. أعيد على طائرة خاصَّة ودفن في مقبرة المنامة.

### فهرس المنشورات
1. ↑  الوحيدي (1985)، ص. 60 و77.
2. 1 2 3  الوحيدي (1985)، ص. 60.
3. ↑  حاتم (1997)، ص. 126-127.
4. ↑  حاتم (1997)، ص. 127.
5. 1 2 3  القاسمي (1993)، ج. 2، ص. 413.

### فهرس الوب
1. 1 2 3 4 5 6 7 8 9 10 11 12 13 14  حسن الستري. "الشيخ عمر القاضي، أول بحريني ينال الدكتوراه من جامعة الأزهر". الوطن البحرينية. مؤرشف من الأصل في 2023-07-05. اطلع عليه بتاريخ 2023-07-04.
2. ↑  "نص قرار رقم (10) لعام 1972 بتعيين الشيخ عمر القاضي وكيلاً للدائرة الشرعية السنية، موسوعة محامو البحرين". مؤرشف من الأصل في 2023-07-05. اطلع عليه بتاريخ 2025-06-08.
3. ↑  "ذكر تولية الشيخ عمر القاضي لمنبر جامع الشيخ حمد في المحرق". صلاح الجودر. مؤرشف من الأصل في 2023-07-04. اطلع عليه بتاريخ 2025-06-08.
4. ↑  عمر القاضي (1984)، موقف الإسلام من المعاهدات في العلاقات الدولية: دراسة مقارنة (ط. 1)، المنامة: المطبعة الحكومية لوزارة الإعلام، OCLC:21035216، QID:Q126709883

### معلومات المنشورات كاملة
الكُتُب العربيَّة مرتبة حسب تاريخ النشر
- حسين علي الوحيدي (1985)، تاريخ لنجة (ط. 1)، الشارقة: دارة الدكتور سلطان القاسمي، OCLC:4770027467، QID:Q123464099
- كاملة بنت الشيخ عبد الله القاسمي (1993)، تاريخ لنجة، دبي: مكتبة دبي للتوزيع، OCLC:37269470، QID:Q133539106
- محمد غريب حاتم (1997). تاريخ عرب الهولة: دراسة تاريخية وثائقية (ط. 1). القاهرة: دار الأمين. ISBN:977-279-116-1. OCLC:4770892700. OL:13163599M. QID:Q126194465.